# Desaminació
La desaminació es tracta d'una reacció en la qual una molècula orgànica (normalment un aminoàcid, però poden ser altes) perd un grup amino (-NH2). Normalment es parla de desaminació referint-se a una reacció exclusiva dels aminoàcids.
Els aminoàcids que s'alliberen en la proteòlisi de les proteïnes animals, vegetals i bacterianes es metabolitzen segons dues vies principals: La desaminació i la descarboxilació.
La pèrdua del grup α-aminoacid és una de les primeres reaccions que es dona en la degradació de la majoria d'aminoàcids quan segueixen la via de la desaminació.
Molts microorganismes no posseeixen activitats específiques per a cada un dels processos; de manera que els fan servir depenent del pH del medi. Per regla general:
- Els aminoàcids es desaminen en medi alcalí.
- Els aminoàcids es descarboxilen en medi àcid.
- La desaminació d'aminoàcids tendeix a baixar el pH en eliminar l'amoníac i formar productes àcids.
- Les descarboxilacions tenen un efecte contrari a eliminar diòxid de carboni i produir amines alcalines.
- Podem dividir en dos, les desaminacions: en les oxidatives i en les no oxidatives.[2]

Es pot aconseguir que es perdi el grup amino de l'aminoàcid de dues maneres: en alguns casos s'allibera amoni en una reacció que pot ser (o no) oxidativa, mentre que en altres casos el grup amino és transferit a un oxoàcid. En el primer cas es parla d'una desaminació, mentre que en el segon cas es parla de transaminació. En tots dos casos el producte acostuma a ser un oxoàcid. En un petit nombre d'aminoàcids, la pèrdua d'amoni va acompanyada de l'eliminació d'aigua o de sulfur d'hidrogen.

## Transaminació
Els enzims coneguts com a aminotransferases tenen una particular importància en el metabolisme d'aminoàcids. Molts dels aminoàcids poden ser convertits en els seus respectius oxoàcids gràcies a reaccions d'aminotransferència, en les quals el grup α-amino d'un aminoàcid és transferit a l'oxoàcid d'un altre aminoàcid. La transaminació és un procés reversible.

## Desaminació oxidativa i no oxidativa
Establirem un criteri per diferenciar les dues maneres amb què es pot dur a terme la desaminació, entenent-la en aquest cas com una reacció química en la qual un dels productes finals és amoni. Parlarem de desaminació oxidativa sempre que el que quedi de l'aminoàcid al final de la reacció s'hagi oxidat (que hagi perdut hidrogen, en aquest cas) respecte a l'aminoàcid inicial. Si no és així, es parla de desaminació no oxidativa.

## Desaminació oxidativa
Consisteix en una deshidrogenació enzimàtica de l'aminoàcid, el qual s'hidrolitza tot seguit per una reacció no enzimàtica, formant l'àcid α-cetònic (el corresponent a l'aminoàcid) i amoni. La reacció enzimàtica pot ser catalitzada per oxidases flavíniques o per aminoàcids deshidrogenases que fan servir piridin nucleòtids.

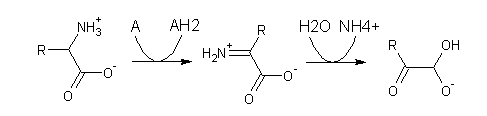
Desaminació oxidativa

En animals superiors aquestes reaccions es donen en el fetge i el ronyó principalment, però també es poden donar en altres òrgans. L'amoni alliberat normalment es fa servir per a la formació d'urea.
Normalment, el grup amino dels aminoàcids és transmès al glutamat que, per desaminació oxidativa, arribarà a la formació de l'amoni. Aquest procés rep el nom de transdesaminació.

### Trandesaminació
A. E. Braunstein i S. M. Bychkov (1939) van suggerir també que l'acció conjunta de l'aminotransferasa i del glutamat-deshidrogenasa poguessin donar lloc a la desaminació oxidativa d'aminoàcids, tal com es mostra en els següents reaccions:
Primer hi ha una reacció de transferència del grup amino i després hi ha una reacció de deshidrogenació. En resum, tot el procés es pot simplificar en la següent reacció:

## Desaminació no oxidativa
Es coneixen diversos tipus de desaminacions no oxidatives. Aquestes són:

### Deshidratació
Els dos hidroxi-aminoàcids (la serina i la treonina) poden ser desaminats mitjançant una deshidratació. Al principi, en un primer pas, un enzim deshidratasa provocarà una reacció oxidativa (la deshidratació precedeix la desaminació), la qual donarà lloc un intermediari de la reacció global (l'aigua alliberada en aquesta reacció de deshidratació serà utilitzada més endavant per hidrolitzar). Tot seguit, aquest intermediari canviarà d'estructura: formarà un isòmer seu, el qual establirà un doble enllaç entre el Cα i el grup amino. Llavors, l'enzim desaminasa (que catalitzarà la reacció tant amb la serina com amb la treonina) donarà lloc a una reacció en la qual s'afegirà una molècula d'aigua a l'isòmer (es reutilitza la que s'havia alliberat), donant com a producte amoni i piruvat o 2-oxobutarat (depenent de si és serina o treonina, respectivament).

### Desulfhidratació
La cisteïna, un aminoàcid que conté sofre, pot ser desaminada per una reacció en la qual es produeix piruvat, amoni i sulfur d'hidrogen.

### Desaminació desaturant
Per acció de l'enzim aspartasa, un enzim molt específic que requereix la presència de biotina i àcid adenílic per funcionar, l'àcid L-aspàrtic es desamina reversiblement formant amoni i l'àcid insaturat corresponent, l'àcid fumàric.

### Desaminació reductora
És un tipus de desaminació exclusiva dels bacteris anaeròbics estrictes. La reacció consisteix en una reducció de l'aminoàcid per formar l'àcid saturat corresponent i amoni, mitjançant un procés enzimàtic en el qual el donador de protons és un piridin nucleòtid reduït.